# Небеса у вогні
Небеса у вогні — драма 1997 року.

## Сюжет
Японську наречену на ім'я Мідорі викрадають під час медового місяця як заручницю при пограбуванні банку в Сіднеї. Як свідка (вона побачила грабіжників без масок), її чекає вірна смерть, але її рятує Колін, водій машини "відходу"..